# In fuga con Babbo Natale
In fuga con Babbo Natale è un film italiano del 2023, diretto da Volfango De Biasi.

## Trama
Antonio è un orfano di padre di sette anni. Il suo desiderio più grande non è ricevere regali ma bensì volare con la slitta di Babbo Natale per poter raggiungere la stella di suo papà. Quando vede scendere dal tetto di casa sua Babbo Natale decide di seguirlo, ma non sa che sotto il travestimento si cela Pasquale, un ladro travestito proprio da Babbo Natale che vuole rubare indisturbato. I due passeranno inaspettatamente una notte che rimarrà impressa nelle loro menti per sempre.
Il film è il remake del film francese "Un amico molto speciale (Le père Noël)" del 2014 diretto da Alexandre Coffre.

## Distribuzione
Il film è stato distribuito sulla piattaforma Netflix a partire dal 15 dicembre 2023.